# Jan Rosseels
Jan Rosseels (Aarschot, 1950) is een beeldhouwer werkzaam in Leuven, die het  bronzen standbeeld van de Kamerood Sesteg maakte in opdracht van de 'mannen van 60', die het aan de stad Leuven schonken. Dit standbeeld staat in Stadspark van Leuven. Het werd ingehuldigd op 10 september 2000.